# ألفونس دس موتشا
ألفونس دس موتشا (بالإنجليزية: Alphonse Mucha)‏ (و. 1860 – 1939 م) هو مصمم ملصقات ‏، وطباع حجري، ومصور، ومصمم جرافيك، ورسام، ومصمم طوابع البريد من الإمبراطورية النمساوية، والإمبراطورية النمساوية المجرية، والجمهورية التشيكوسلوفاكية الأولى، والجمهورية التشيكوسلوفاكية الثانية، وألمانيا النازية، شارك في دوكومنتا 6 ‏، توفي في براغ، عن عمر يناهز 79 عاماً، بسبب ذات الرئة.

## التعليم
تعلم في أكاديمية الفنون الجميلة بميونخ، وأكاديمية جوليان.

## جوائز
حصل على جوائز منها:
- وسام فرانز جوزيف.

## روابط خارجية
- ألفونس دس موتشا على موقع الموسوعة البريطانية (الإنجليزية)
- ألفونس دس موتشا على موقع ميوزك برينز (الإنجليزية)
- ألفونس دس موتشا على موقع ديسكوغز (الإنجليزية)